# Zijpe

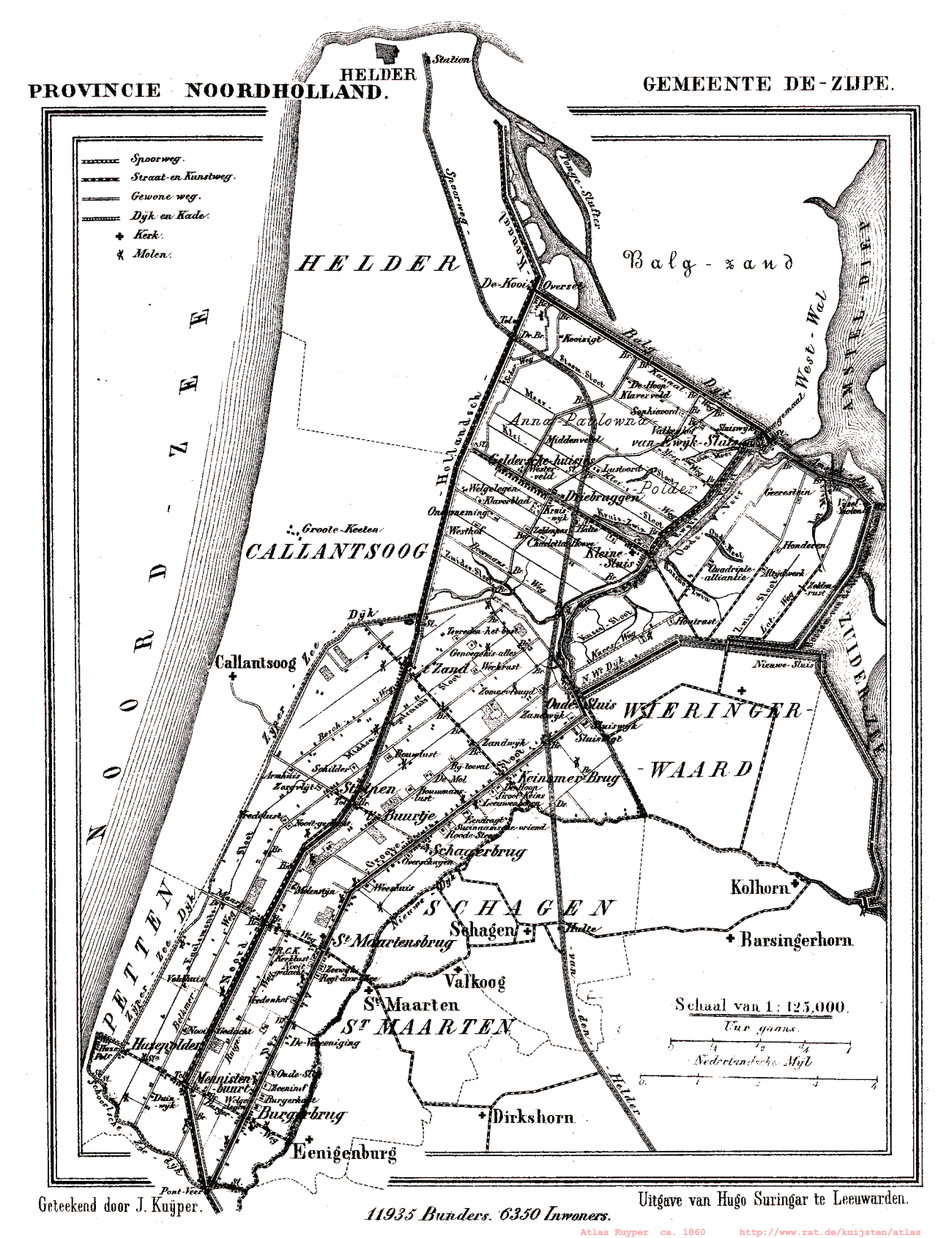
Mapa Zijpe z XIX w.

Zijpe – dawna gmina w prowincji Noord-Holland. Od 1 stycznia 2013 r. połączyła się z Schagen i Harenkarspel, tworząc nową gminę Schagen. Gmina liczyła 11 587 mieszkańców i miała powierzchnię 113,35 km² (w tym 18,25 km² wody). Ratusz znajdował się w Schagerbrug.

## Historia
Dzisiejsze Zijpe i Hazepolder zostały ostatecznie odzyskane w 1597 roku, wcześniej przez kilka stuleci były dopływem o nazwie Sìpe. Polder stanowił podstawę dla gminy Zijpe. Początkowo była ona jednak nieco mniejsza niż obecna gmina. W 1929 r. do Zijpe dołączyła wcześniej niezależna wioska Petten. A gmina Callantsoog, utworzona przez Callantsoog, Abbestede i Groote Keeten, była niezależną gminą do 1989 roku, po czym dołączyła do gminy Zijpe. Do 1 sierpnia 1870 r. wcześniej osuszony polder Anna Paulownapolder był również częścią gminy Zijpe, ale następnie stał się niezależną gminą Anna Paulowna.

## Władze lokalne
Ostatnie kolegium burmistrza i radnych Zijpe składało się z:
- Burmistrz: Marian Dekker[5] (PvdA)
- Radni:
  - P.C. (Piet) Morsch (BKV)
  - B. (Ben) Blonk (PvdA)
  - P.J. (Piet) Marees (VVD)

- Sekretarz: A. Idema

Rada gminy liczyła 15 mandatów i składała się z:
- Obywatelskie Stowarzyszenie Wyborcze (BKV) 4 mandaty
- PvdA 3 mandaty
- CDA 3 mandaty
- VVD 3 mandaty
- Natuurlijk Zijpe (NZ) 2 mandaty

## Miejscowości
Miejscowości leżące dawniej w gminie Zijpe:
- Wsie/miasta
  - ’t Zandt
  - Abbestede
  - Burgerbrug
  - Burgervlotbrug
  - Callantsoog
  - De Stolpen
  - Groote Keeten
  - Oudesluis
  - Petten
  - Schagerbrug (ratusz)
  - Sint Maartensbrug
  - Sint Maartensvlotbrug
  - Sint Maartenszee
- Dzielnice
  - ’t Buurtje
  - Het Korfwater
  - Keinsmerbrug
  - Leihoek
  - Mennonietenbuurt
  - Stolpervlotbrug
  - Zijpersluis

## Urodzony w Zijpe
- Jan Bronner[7] (1881–1972), rzeźbiarz i rysownik